# Felipe Muñoz Kapamas
Felipe Muñoz Kapamas (Ciutat de Mèxic, 3 de febrer de 1951), conegut com a El Tebio o El Tebio Muñoz, és un exnedador especialitzat en braça i polític mexicà. Va rebre l'Ordre Olímpic el 1997, va ser director del Comitè Olímpic Mexicà entre 2000 i 2005, i va exercir de diputat federal pel Partit Revolucionari Institucional entre 2012 i 2015.

## Trajectòria
Va iniciar la seva carrera esportiva als 12 anys, en una bassa de 18 metres del Club Avantguarda. Després va començar a practicar en una piscina de 50 metres a Unitat Independència, en la qual va acudir John F. Kennedy, qui es trobava en una visita oficial a Mèxic.
En aquella època va ser quan va rebre el seu sobrenom, «El Tebio», perquè no li agradava l'aigua de l'estany, la qual li semblava molt freda o molt calenta; pel que els seus companys li van donar aquest sobrenom.
Més tard va ser expulsat de la Unitat Independència, i va haver de buscar un altre centre per a entrenar, a la Unitat Morelos de l'Institut Mexicà de l'Assegurança Social (IMSS). Des d'aquí, Nelson Vargas Bazáñez el va portar a l'èxit. El 1966 es va convertir en seleccionat de l'IMSS i va ser convocat per Ronald Johnson per a formar part de la selecció nacional.
Durant els Jocs Olímpics de Ciutat de Mèxic 1968, amb 17 anys d'edat, va sorprendre el món sencer guanyant el títol olímpic en la prova de 200 m. braça, ja que no era favorit malgrat haver obtingut el millor temps en les sèries de classificació. Al final de la prova va vèncer al favorit mundial, el soviètic Vladímir Kosinsky, quan faltaven 25 metres de distància. Va acabar la prova amb un temps de 2 minuts 28 segons i 7 centèsimes de segon. Muñoz es va convertir en el primer i únic nedador mexicà a guanyar una medalla d'or olímpica en natació. Va ser nomenat cap de la delegació mexicana en els Jocs Olímpics d'Atlanta 1996 i president del Comitè Olímpic Mexicà per al període 2000-2005. El 1991 va ser nomenat membre del Saló de la Fama Internacional de Natació, museu on es troben els noms de les personalitats esportives més distingides en la història de la natació. Va guanyar tres medalles de natació.